# Q.I
Q.I is een muziekstuk dat in 2005 is opgenomen door de Franse zangeres en liedjesschrijfster Mylène Farmer. Het is de tweede single van haar zesde studioalbum, Avant que I'ombre..., dat op 4 juni 2005 uitkwam. Net als alle andere nummers van het album is de tekst geschreven door Myléne Farmer en is de muziek gecomponeerd door Laurent Boutonnat. De hoofdgedachte van het nummer is de aandacht van de andere partner te trekken, maar de tekst is dubbelzinnig genoeg om wat meer seksueel getint opgevat te worden. De bijbehorende muziekvideo is gefilmd door Benoît Lestang en opgenomen in Boedapest. Rafael Amargo en Farmer speelden soft-erotische scènes in een slaapkamer. Hoewel de muziekvideo niet goed werd gewaardeerd en beoordeeld door diverse media, is het nummer wel een top 10-hit geweest in Frankrijk en België.